# Plectris squamisetis
Plectris squamisetis är en skalbaggsart som beskrevs av Frey 1967. Plectris squamisetis ingår i släktet Plectris och familjen Melolonthidae. Inga underarter finns listade i Catalogue of Life.